# Steven Reid
Steven John Reid (ur. 10 marca 1981 w Kingston) – irlandzki piłkarz pochodzenia angielskiego występujący na pozycji pomocnika w Burnley, gdzie w 2015 zakończył karierę. Uczestnik Mistrzostw Świata w 2002 roku. Jest autorem jednego z najszybszych strzałów piłkarskich świata. Prędkość strzału (zakończonego bramką) wyniosła 189 km/h.

## Kariera piłkarska
Steve Reid urodził się w londyńskiej dzielnicy Kingston. Karierę rozpoczynał w lokalnych zespołach juniorskich. Jego pierwszym zawodowym zespołem było Millwall, gdzie grał od 1997 do 2003 roku. W Millwall Reid zadebiutował 2 maja 1997 roku w meczu League One z Bournemouth.
28 lipca 2003 roku Reid za kwotę 2,5 miliona funtów przeszedł do Blackburn Rovers. Wcześniej pozyskaniem zawodnika zainteresowane było także Portsmouth. W nowym klubie Reid zadebiutował 23 sierpnia w meczu Premier League z Boltonem Wanderers. Łącznie w swoim pierwszym sezonie w Blackburn Irlandczyk rozegrał 19 spotkań we wszystkich rozgrywkach. 21 listopada 2004 roku w spotkaniu ligowym z Birmingham City (3:3) Reid zdobył pierwszą bramkę dla Blackburn. Łącznie w sezonie 2004/2005 zagrał ponad 25 razy. Przez następne lata dalej był podstawowym zawodnikiem swojego klubu. 15 stycznia 2007 roku w czasie jednego z treningów doznał kontuzji więzadła, która wyeliminowała go z gry do końca sezonu. Wcześniej po trzech spotkaniach ligowych doznał urazu pleców i nie zagrał w żadnym spotkaniu do stycznia. Po wyleczeniu kontuzji, Reid doznał jeszcze urazu kolana i nie grał w sezonie 2008/2009.
Po powrocie na boisko, 19 listopada 2009 roku trafił na zasadzie dwumiesięcznego wypożyczenia do Queens Park Rangers. Rozegrał tam dwa spotkania.
26 maja 2010 podpisał kontrakt z West Bromwich Albion. Wcześniej przebywał tam na wypożyczeniu.
7 lipca 2014 roku podpisał kontrakt z Burnley.

## Kariera reprezentacyjna
Steven początkowo grał w kadrze juniorskiej reprezentacji Anglii, ale kiedy wkraczał na międzynarodową arenę piłkarską postanowił zostać reprezentantem Irlandii, w której gra od 2001 roku i wystąpił na Mistrzostwach Świata 2002, gdzie wraz z kolegami odpadł w 1/8 finału.